# Menosoma stonei
Menosoma stonei är en insektsart som beskrevs av Ball 1931. Menosoma stonei ingår i släktet Menosoma och familjen dvärgstritar. Inga underarter finns listade i Catalogue of Life.